# Rejon krasnopolski (Ukraina)
Rejon krasnopolski – jednostka administracyjna wchodząca w skład obwodu sumskiego Ukrainy.
Rejon utworzony w 1923, ma powierzchnię 1350 km². Siedzibą władz rejonu jest Krasnopole.
Na terenie rejonu znajdują się 2 osiedlowe rady i 16 silskich rad, obejmujących w sumie 52 wsie i 4 osady.